# Batalla del Monte la Difensa
La Batalla por el Monte La Difensa, también conocida como la Batalla del Monte Camino, fue un combate que tuvo lugar entre el 3 de diciembre al 9 de diciembre de 1943, se produjo durante la Operación Raincoat, parte de la Batalla de la Línea Gustav durante la campaña italiana en la Segunda Guerra Mundial. 
Monte La Difensa (también conocido como Colina 960) es uno de los picos que forman la montaña Camino, y que era clave para la ruta del Quinto Ejército de los Estados Unidos a la Cassino y el valle del Liri; y de allí a Roma. La montaña en sí se había convertido en un punto muerto por las fuerzas estadounidenses y británicas, debido a las defensas empleadas por las tropas alemanas, que forma parte de la Línea Bernhardt. 

## Combate
La acción fue el primer combate en Italia y la primera batalla donde intervino la Fuerza de Servicios Especiales de los Estados Unidos (después de la batalla fueron apodados Los Diablos Negros). Se unieron a la 36.a división de infantería para empezar a escalar la montaña y superar a los alemanes en lo alto de la fortaleza. Las primeras Fuerzas de servicios especiales sufrieron una tasa de bajas del 76%, pero continuaron resistiendo bajo el violento fuego enemigo. 
El ataque iba a ser por tres bandos: las tropas británicas de la 56 división atacarían por el oeste; tardaron cinco días para tomar el monte Camino, debido a que sufrieron intensos ataques del bando alemán que les obligaron a retroceder bastante, dejando elevadas bajas. Mientras tanto, las tropas norteamericanas ascendieron por el este, y los soldados estadounidenses y canadienses miembros de los Diablos Negros tuvieron que tomar la montaña de la Difense, la más complicada. Después de una prolongada batalla nocturna, los miembros del batallón llegaron a capturar la montaña. 
Los británicos estaban lejos de capturar monte Camino, mientras que los estadounidenses estaban intentando resistir lo máximo posible. Por tanto, Los Diablos Negros estaban completamente solos, sin posibilidades de llegar al objetivo final: la montaña de La Remetaena, donde se reagruparían con los soldados estadounidenses. Pero tras dos días intentando avanzar esquivando los francotiradores y soldados alemanes, el ejército se renovó gracias a los refuerzos traídos del sur de Italia, pudiendo tomar La Remetaena. Los soldados británicos también consiguieron hacerse con el control del Monte Camino y Los Diablos Negros se agruparon con los otros miembros de la división estadounidense.
Aun así, hubo que esperar hasta mediados de enero para avanzar diez millas (dieciséis kilómetros) a Cassino, en la desembocadura del valle de Liri y las defensas alemanas de la Línea Gustav, donde los aliados se interrumpieron con el terco alemán hasta mayo de 1944.